# Aéroport international d'Oulan-Bator
L’aéroport international d'Oulan-Bator (mongol : Хөшигийн хөндийн нисэх буудал) (ou Aéroport de la vallée du Khöshig) (code IATA : UBN • code OACI : ZMCK), est un aéroport construit en 2021 qui dessert la ville d'Oulan-Bator, capitale de la Mongolie. Il se situe à 60 kilomètres au sud de la ville d'Oulan Bator. Il remplace largement l'ancien Aéroport international de Buyant-Ukhaa, qui était l'ancien aéroport international.

## Photo

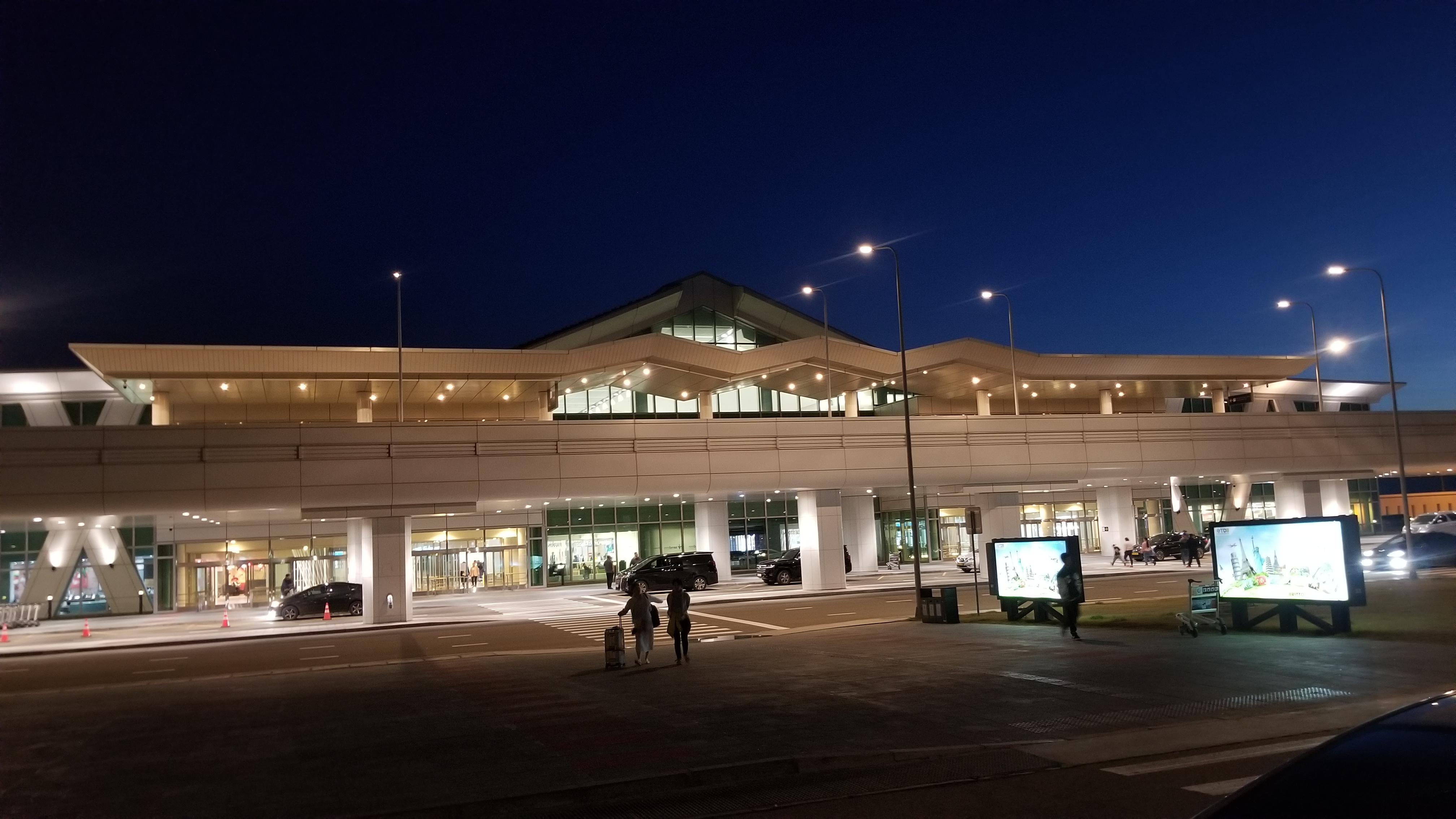
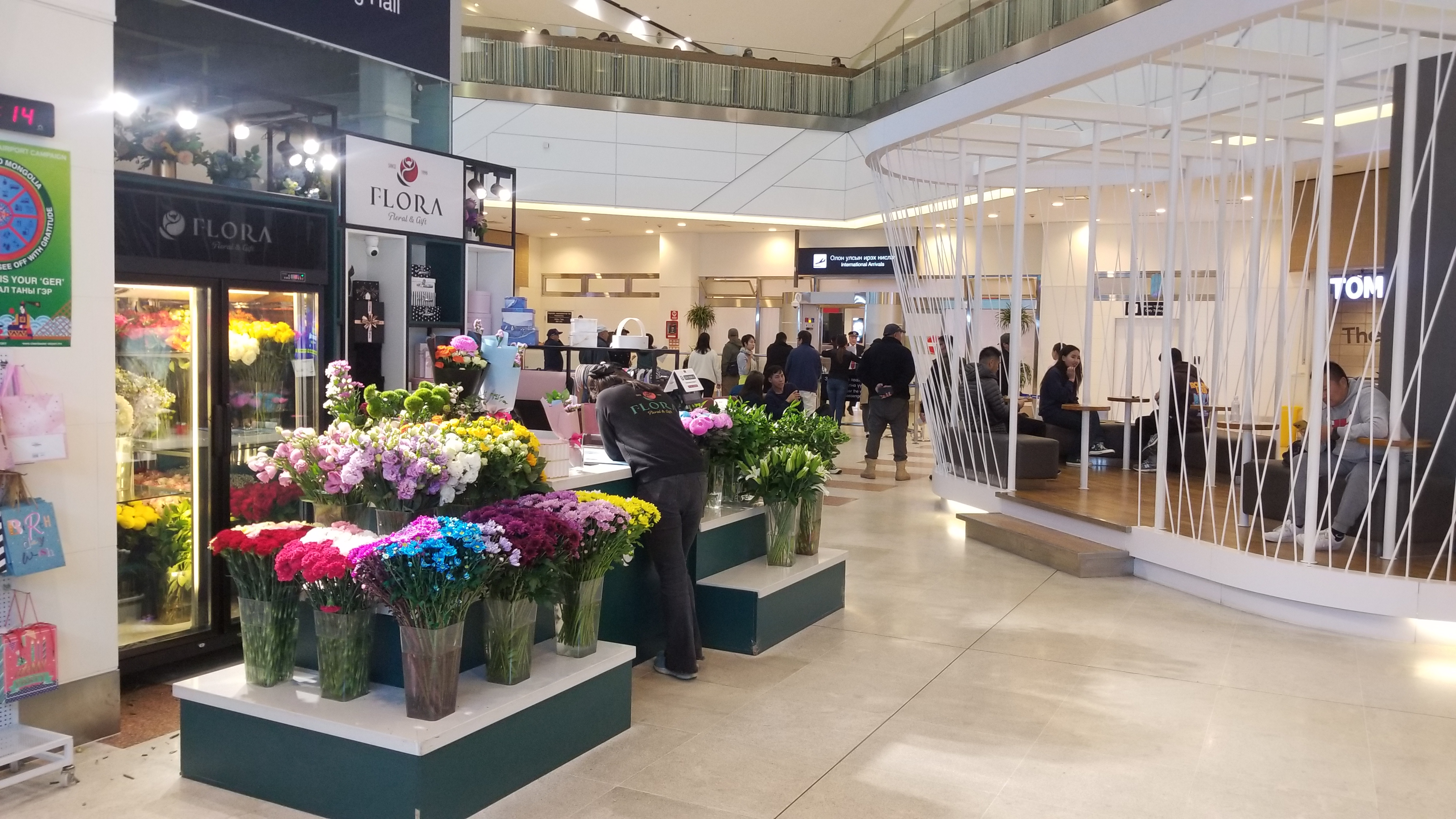
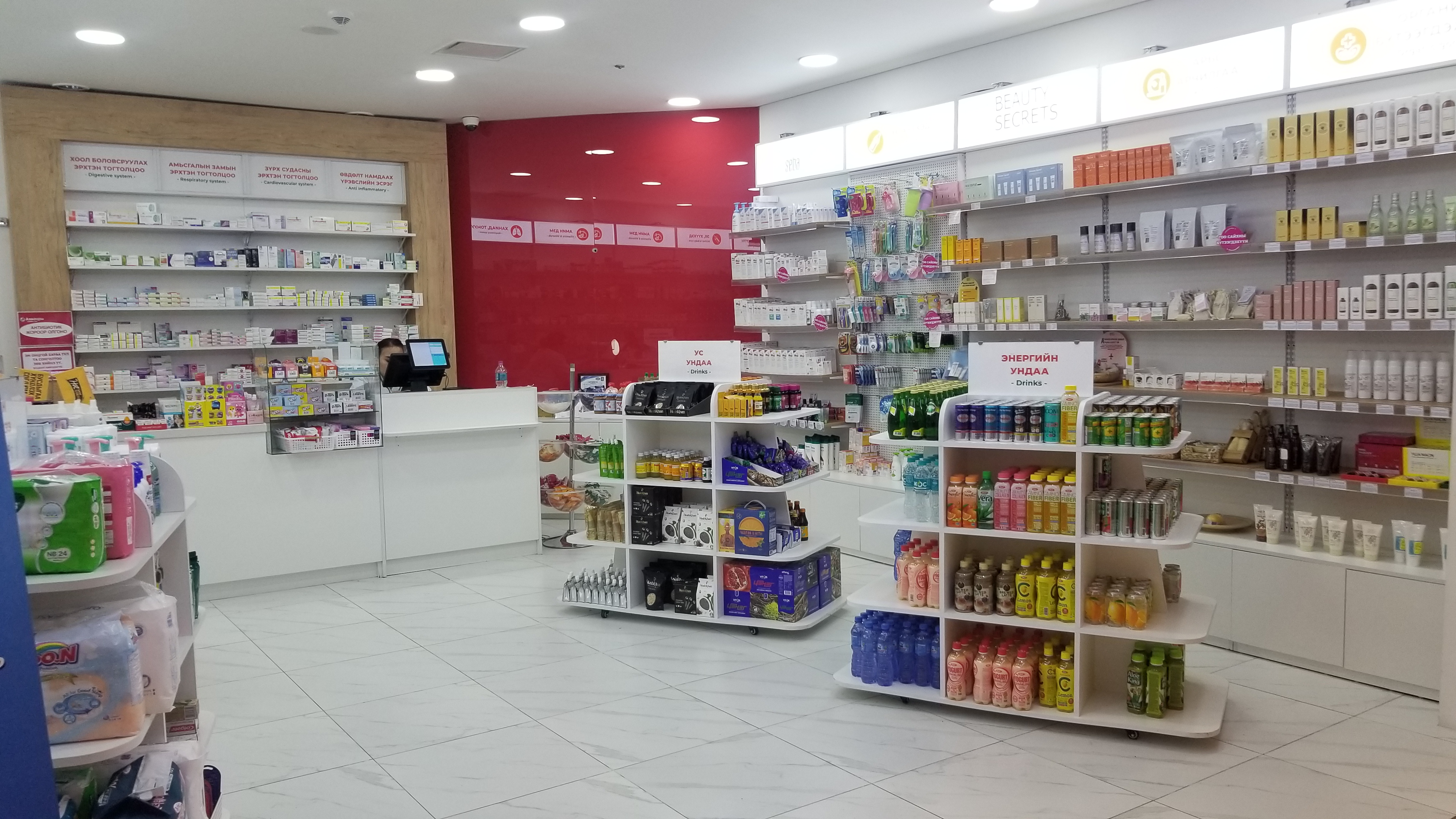
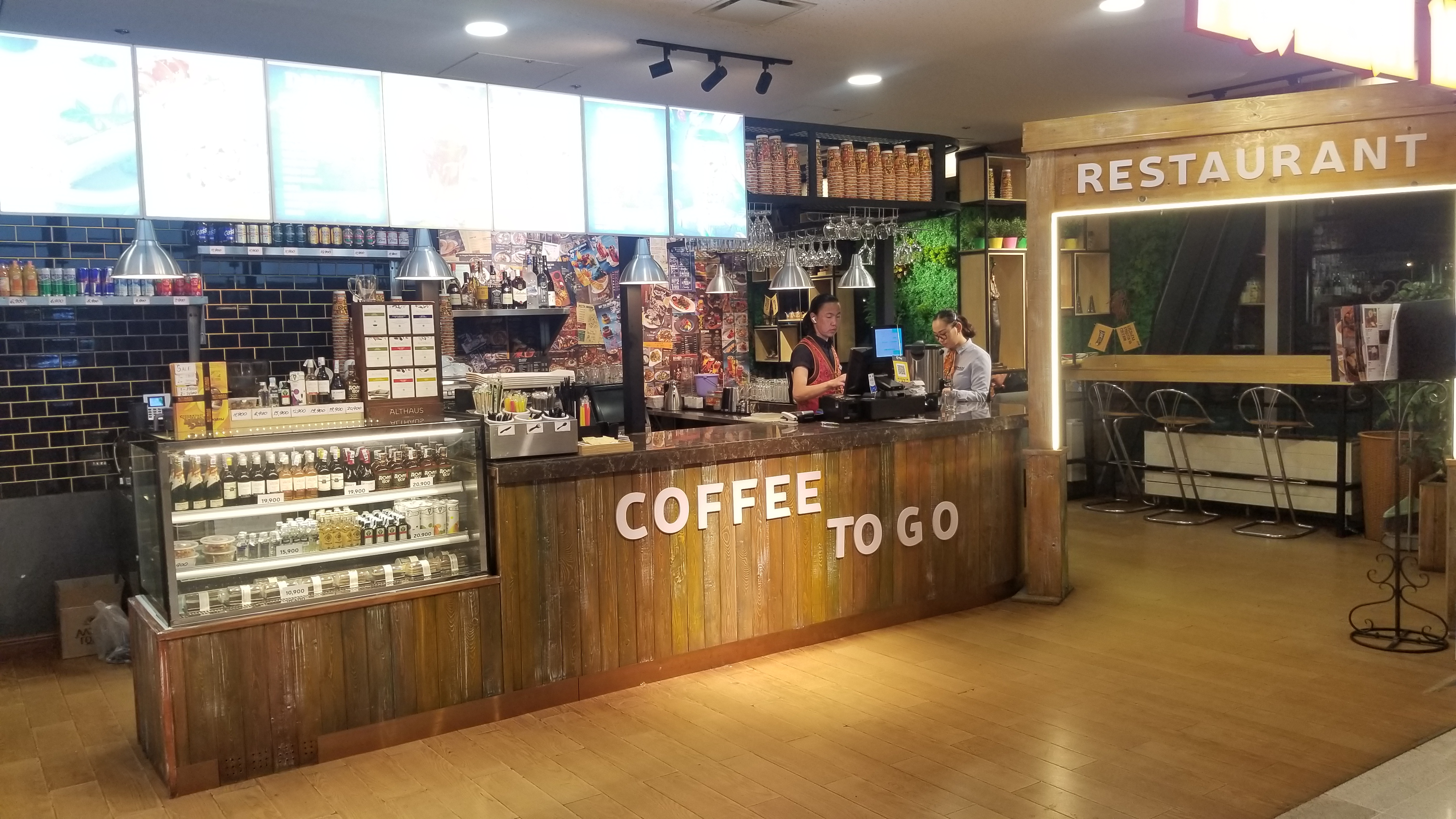
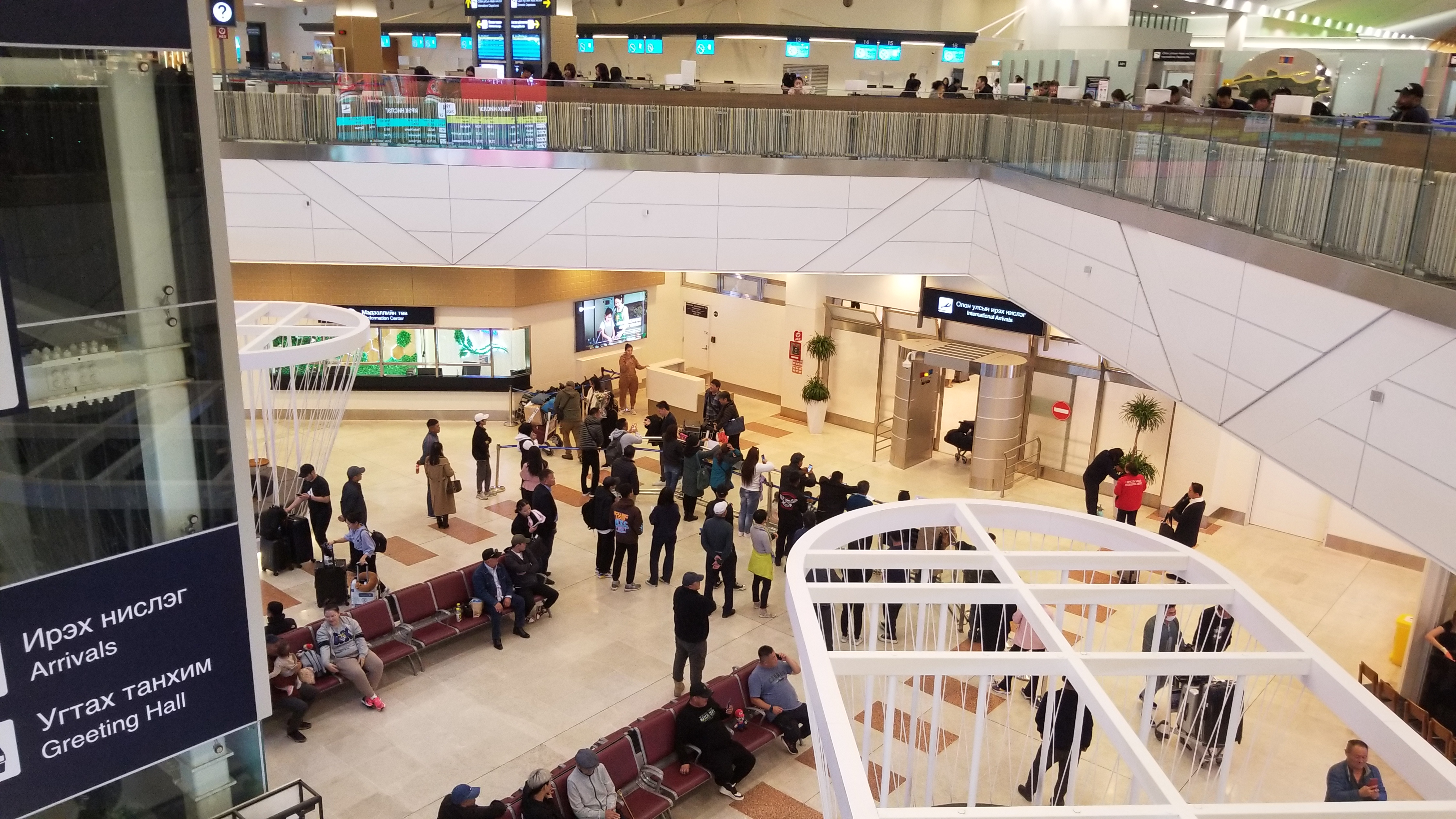
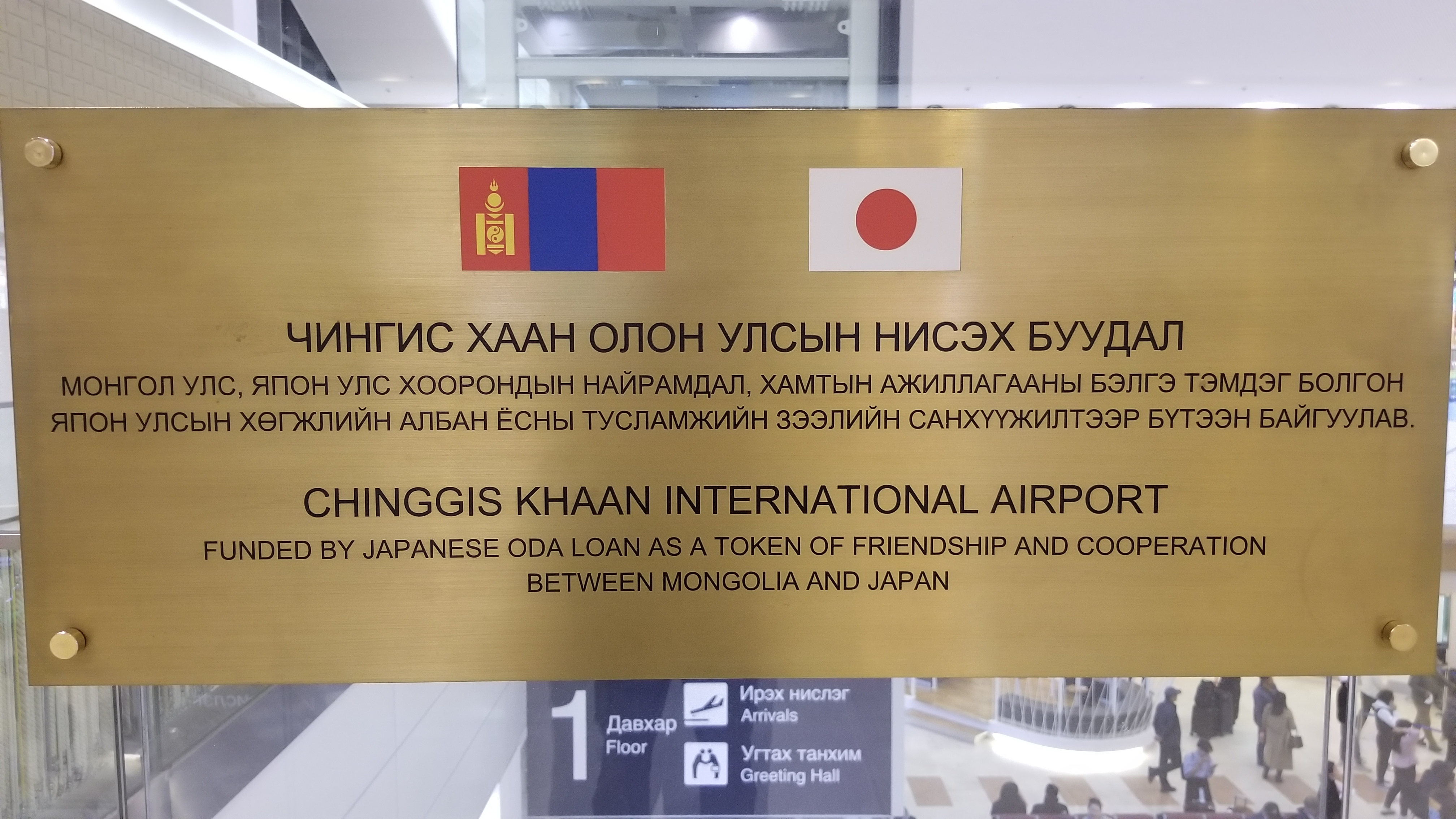
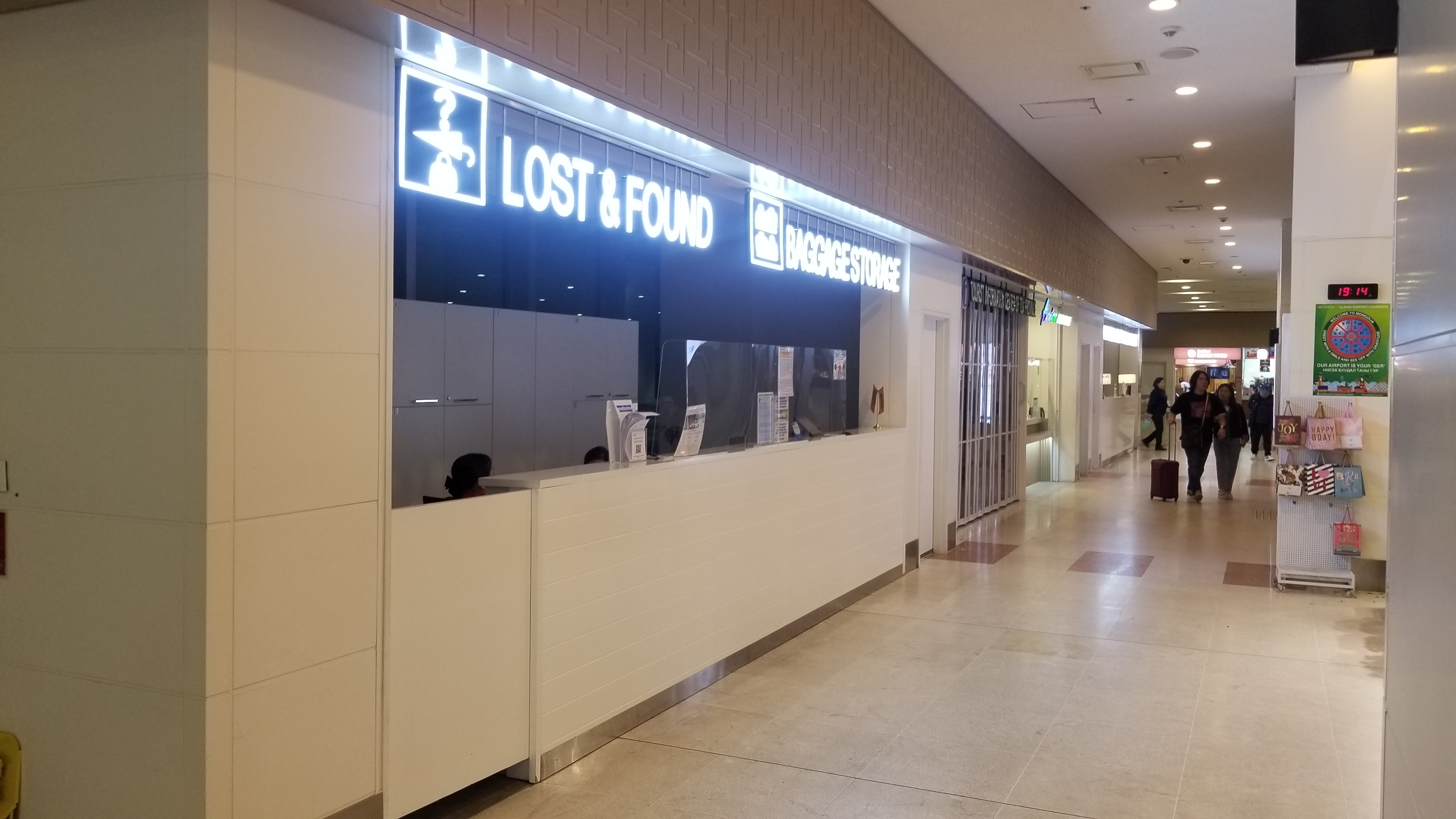
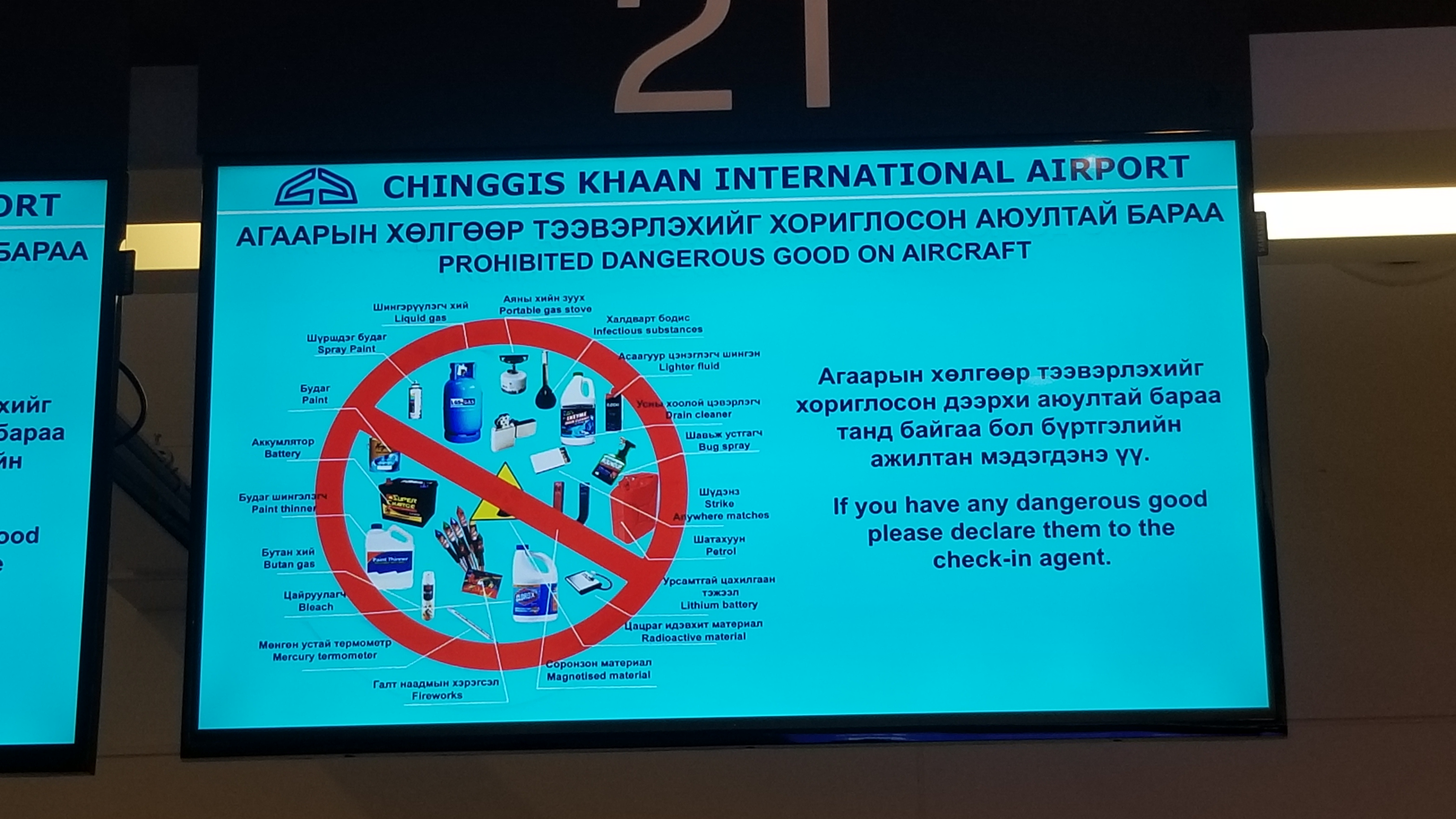
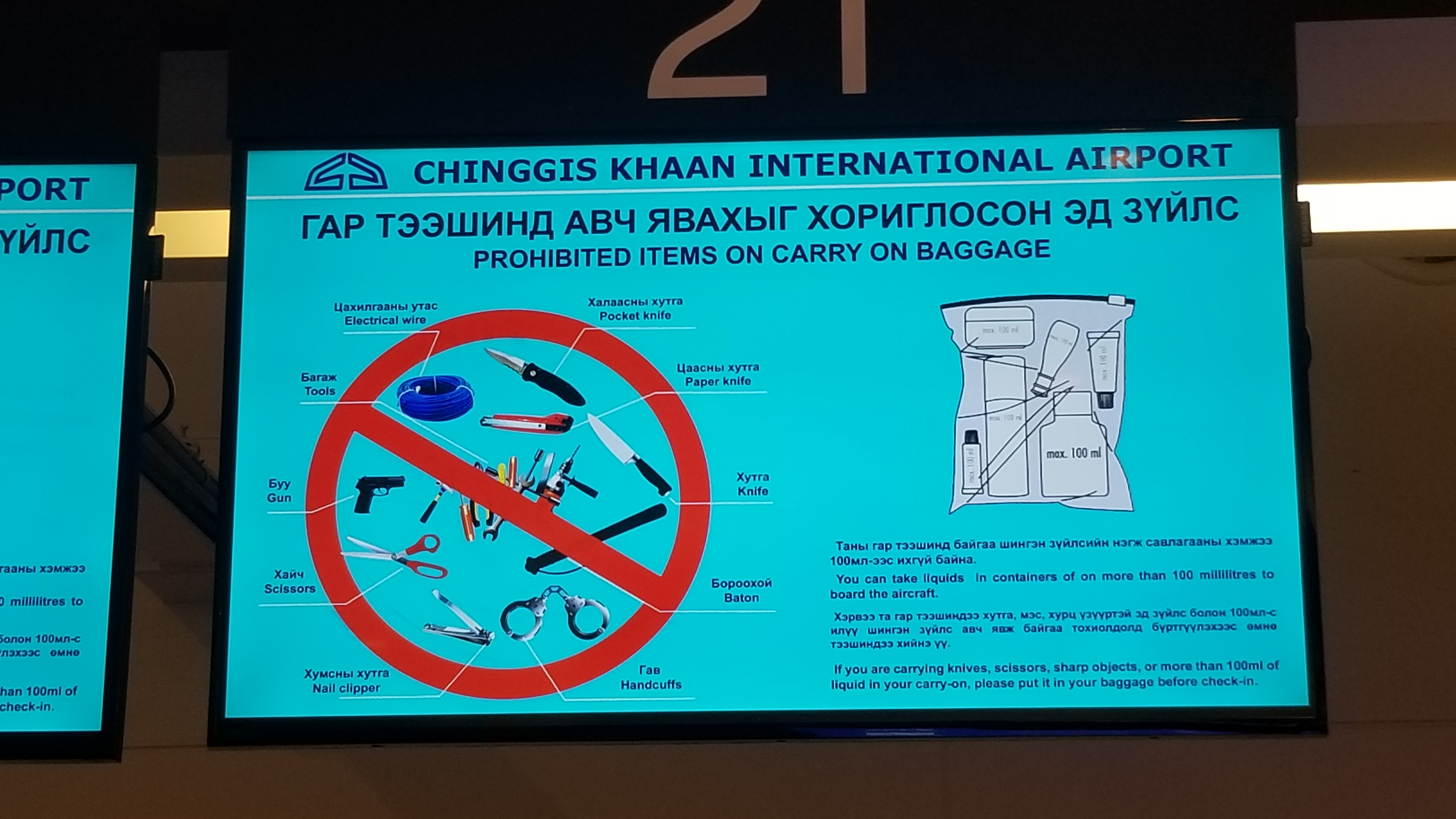
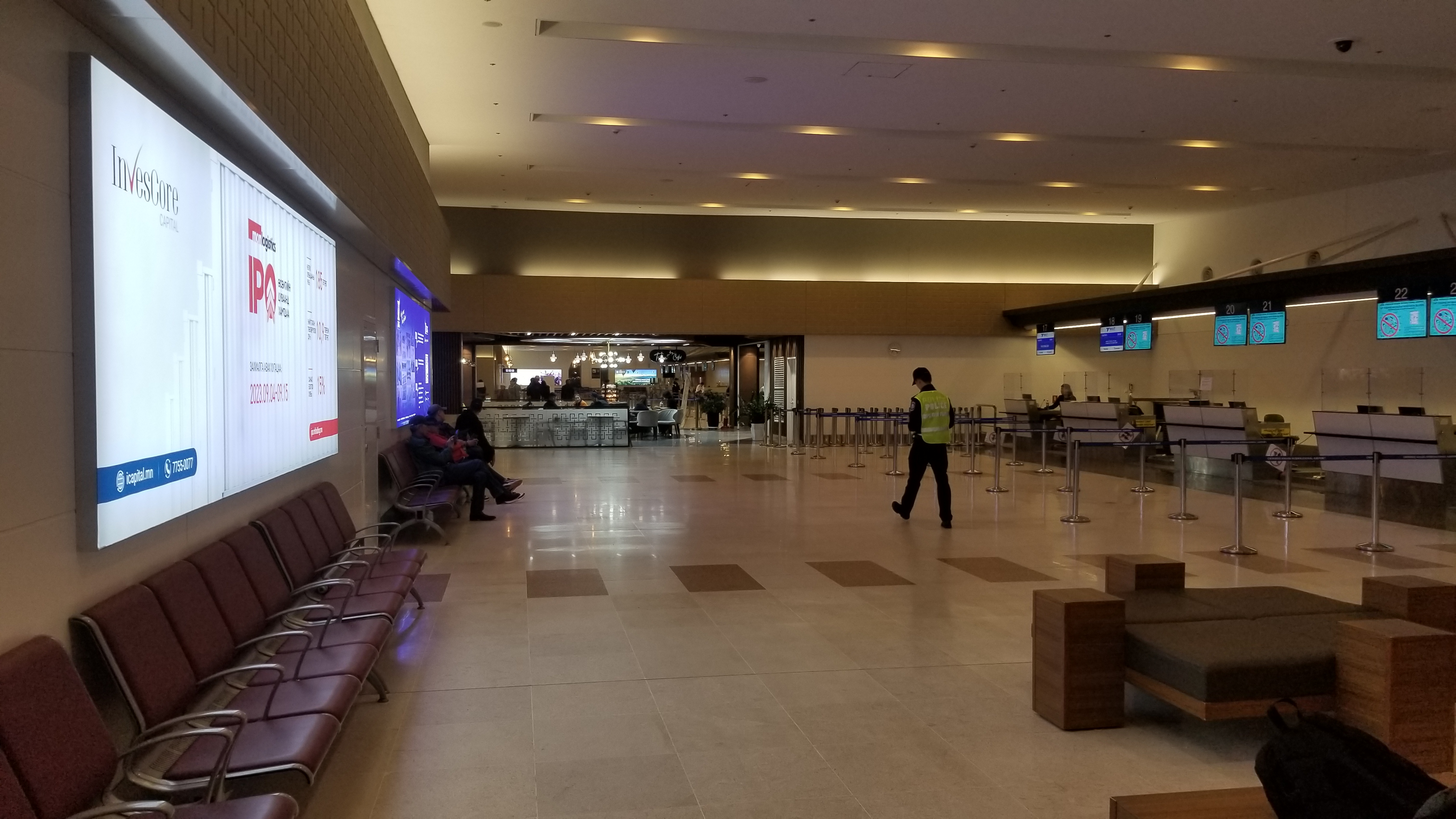
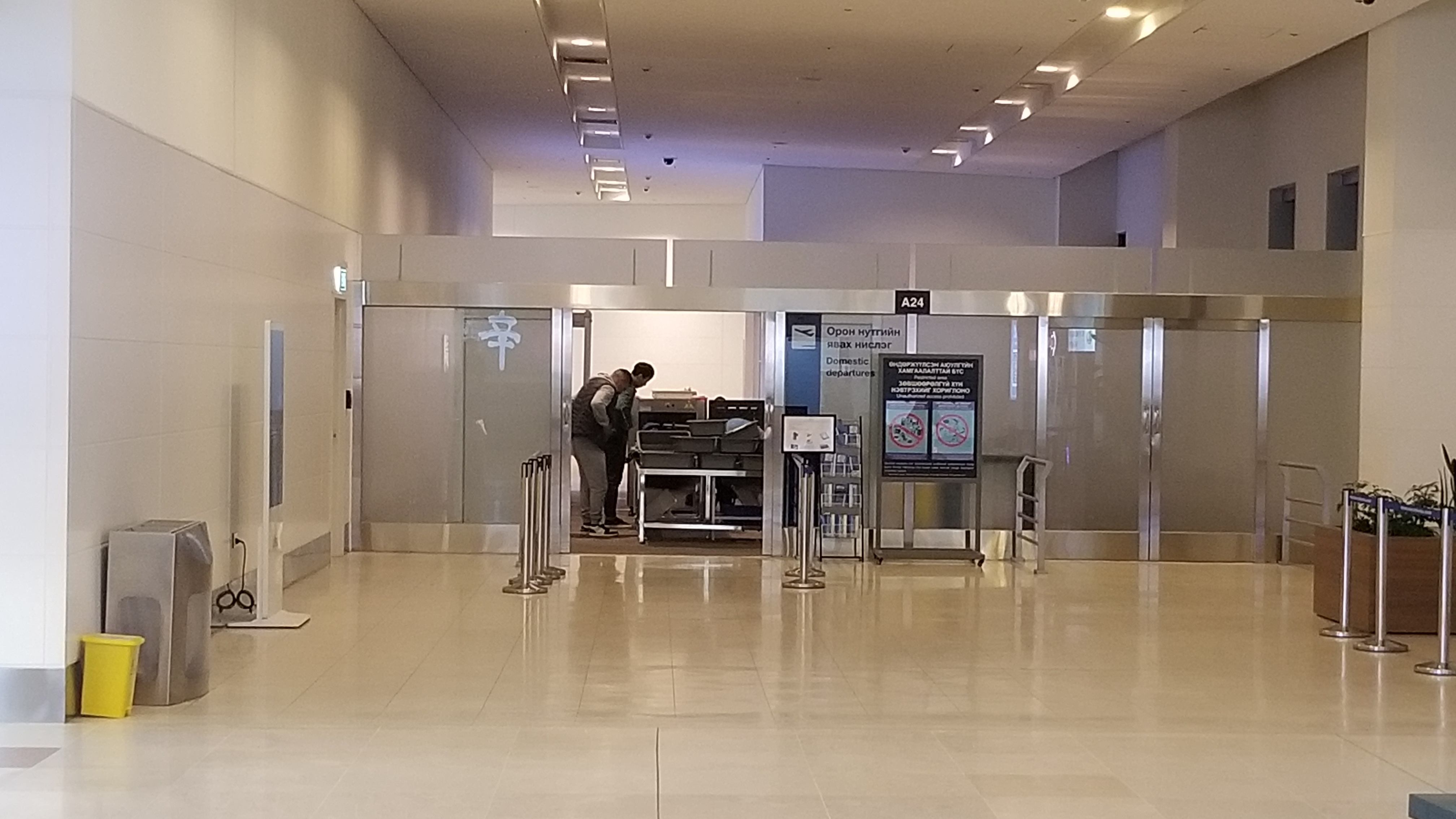
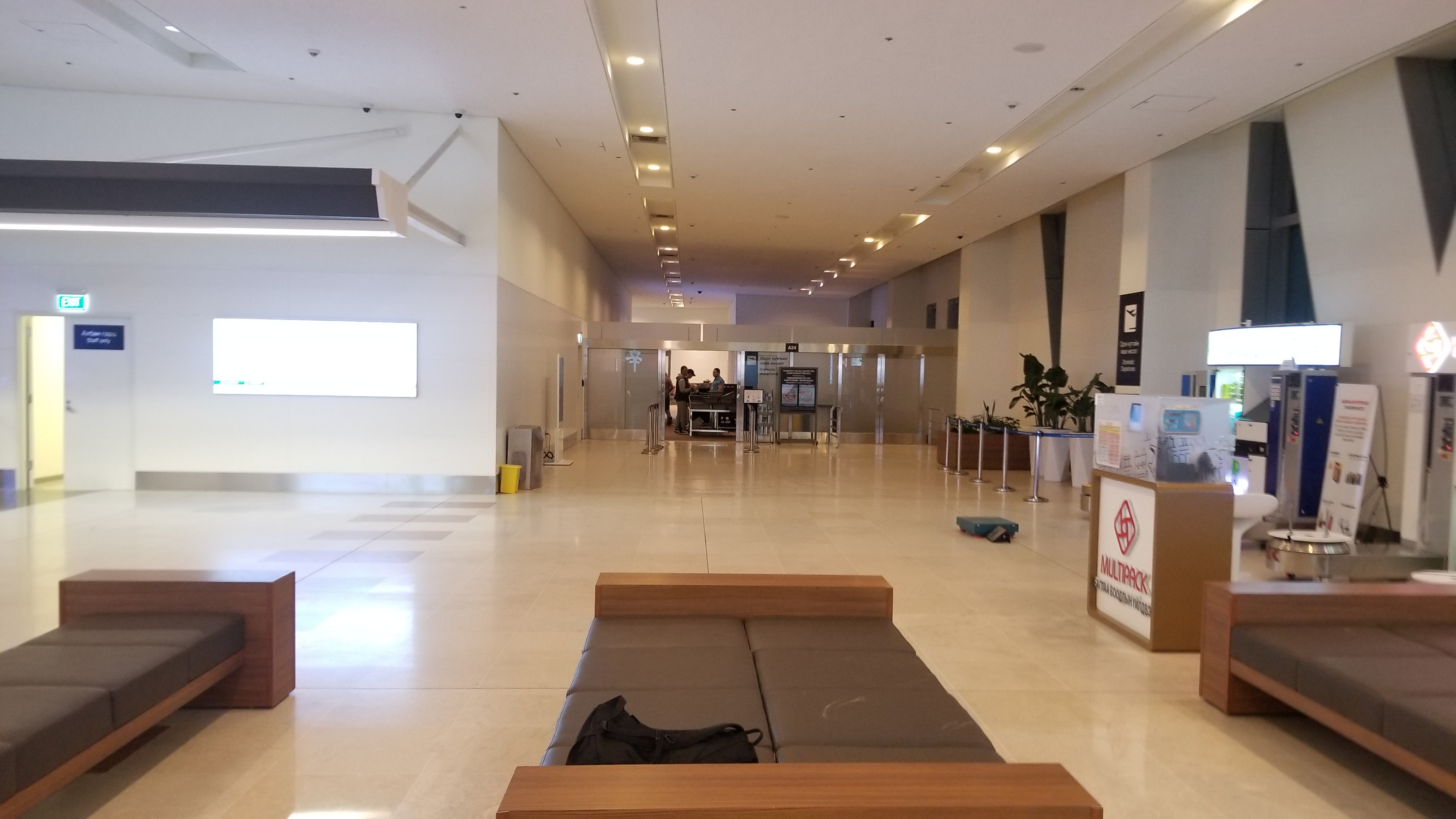
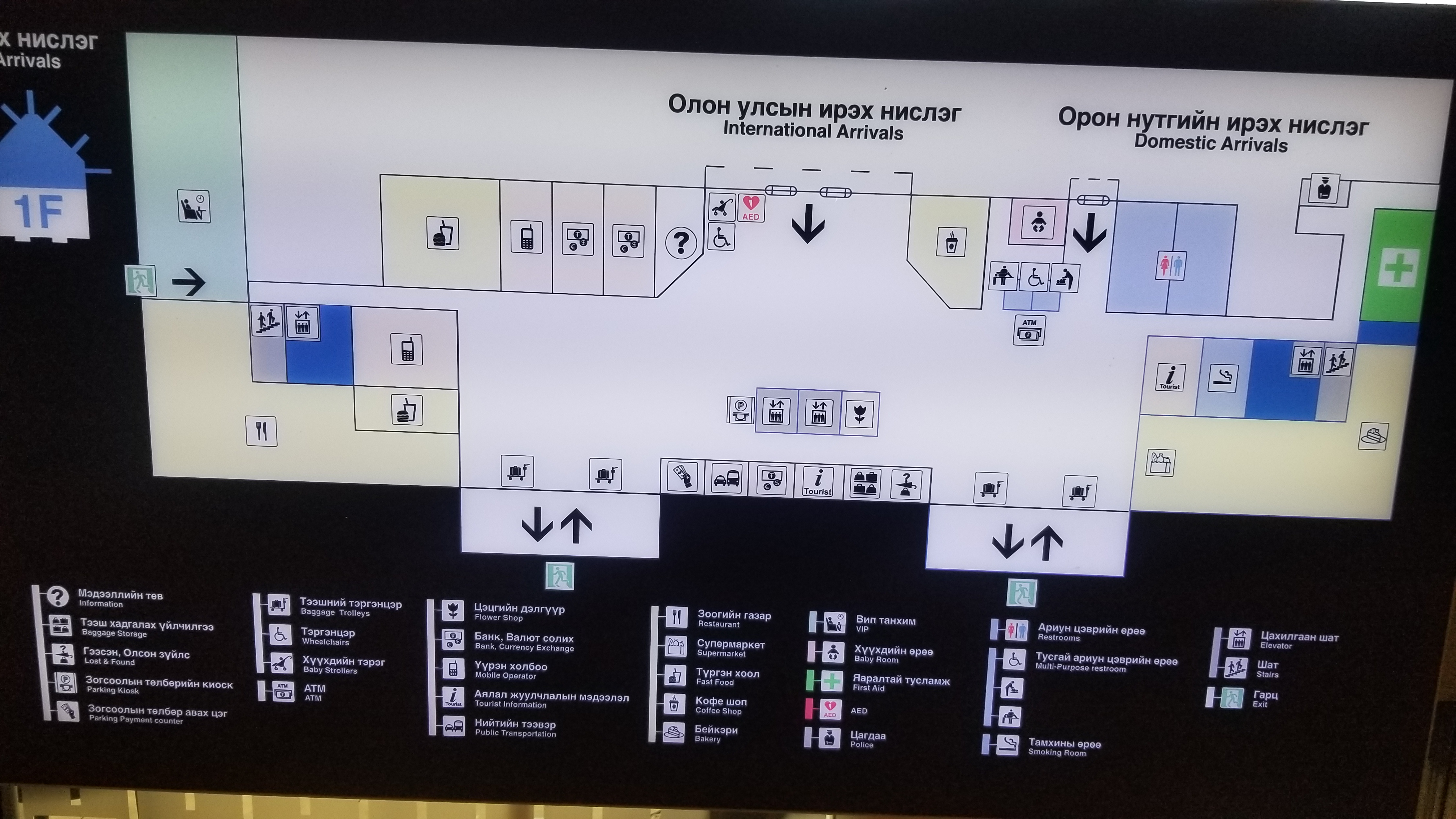
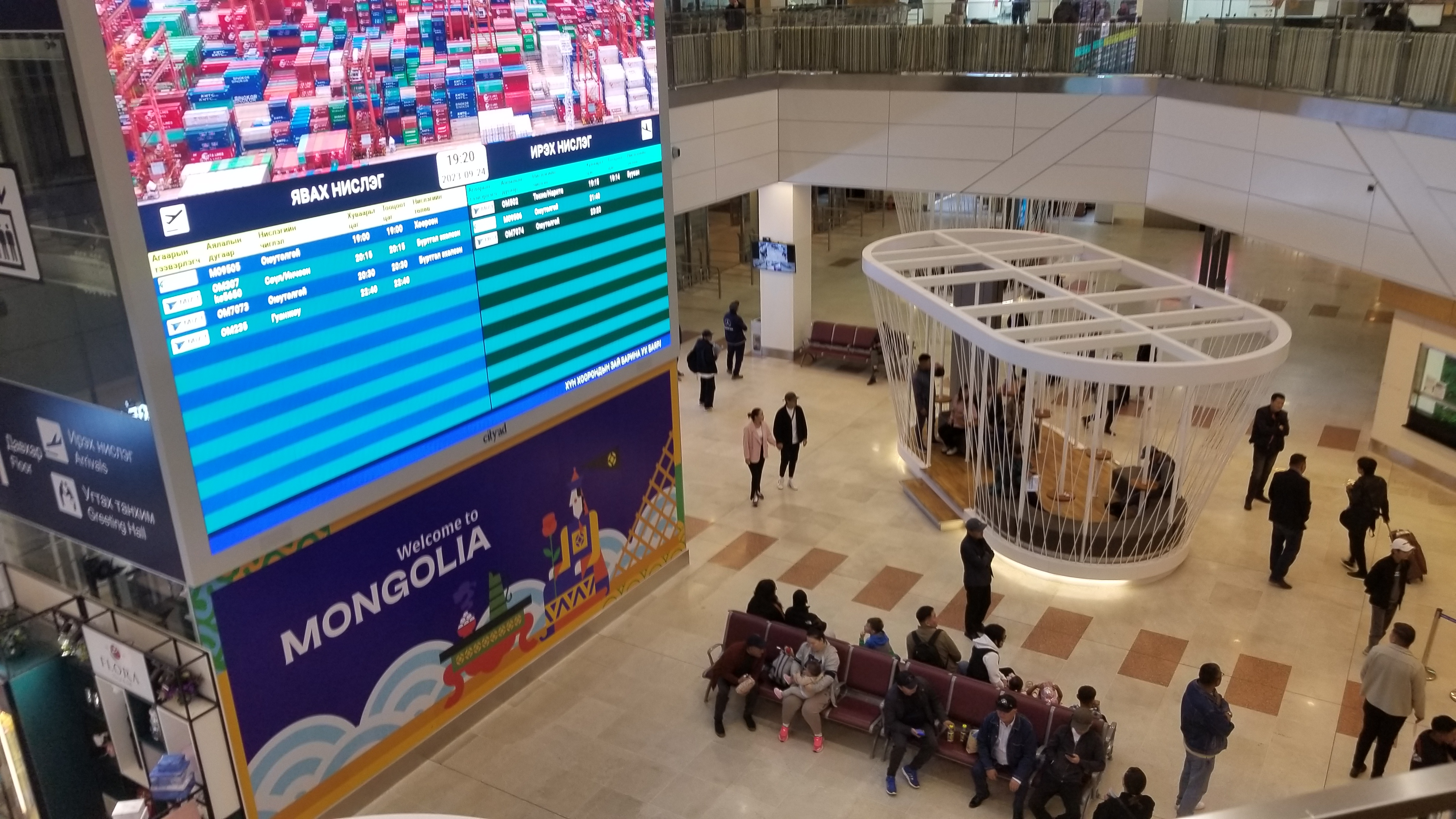
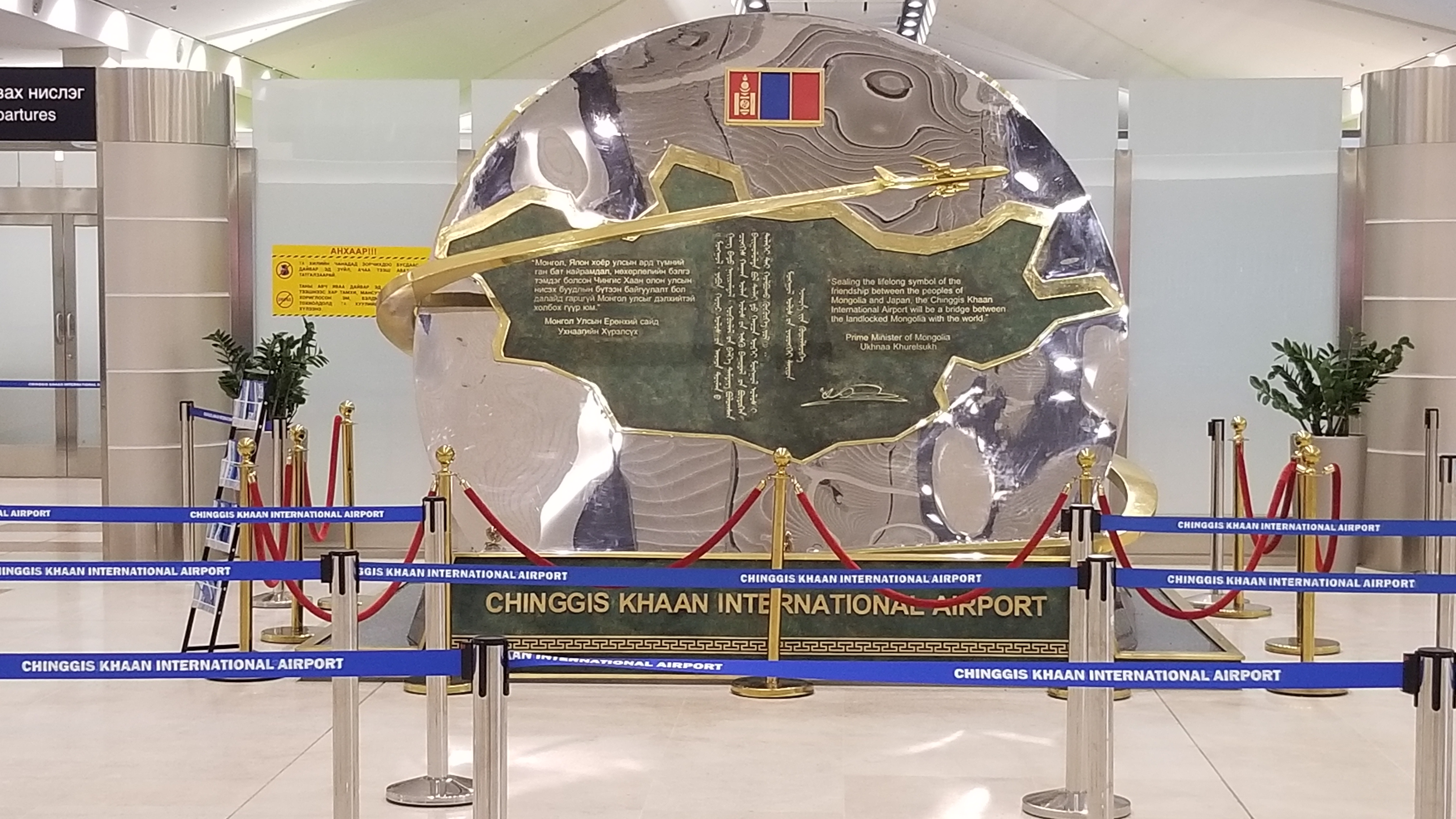
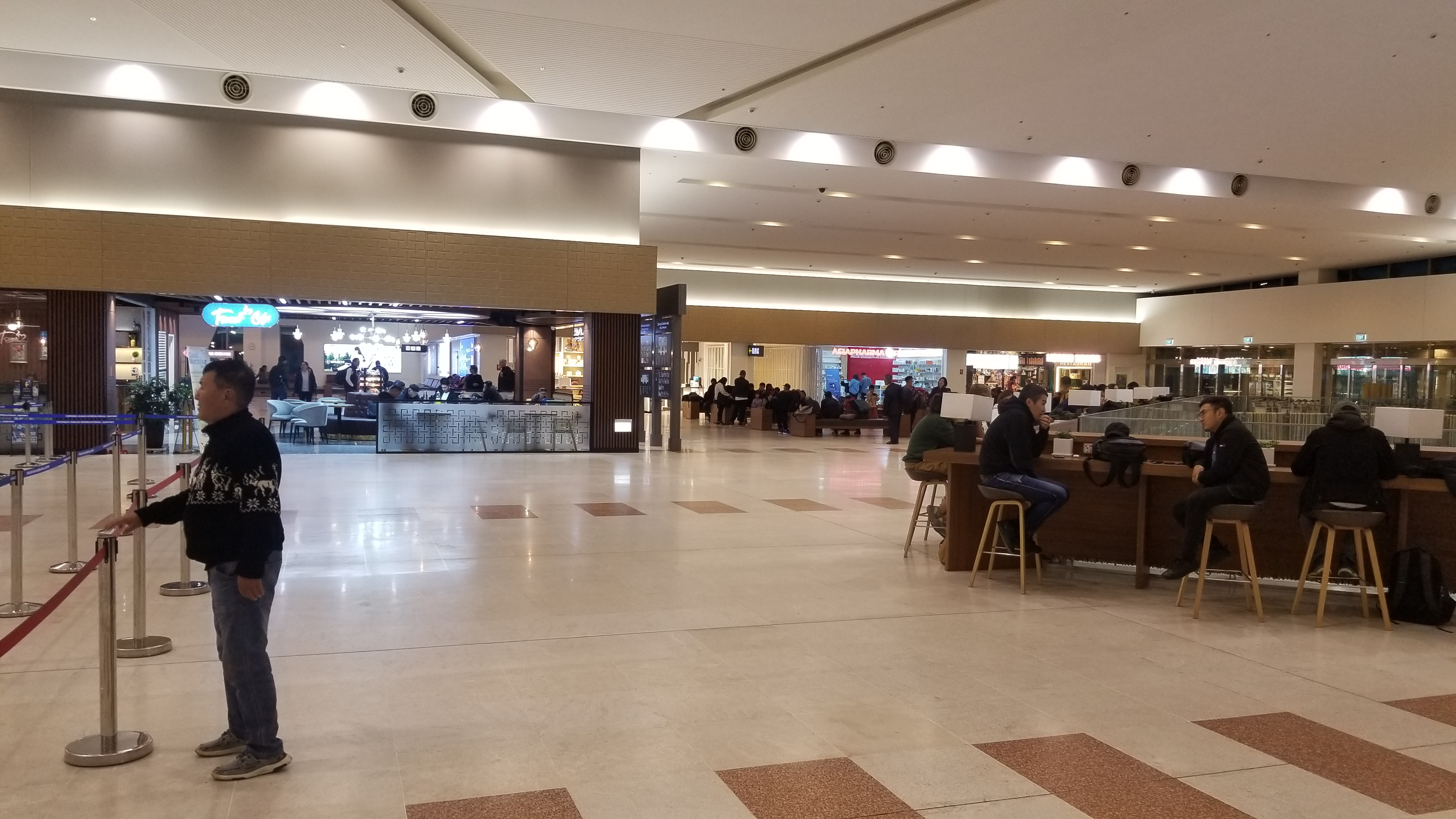
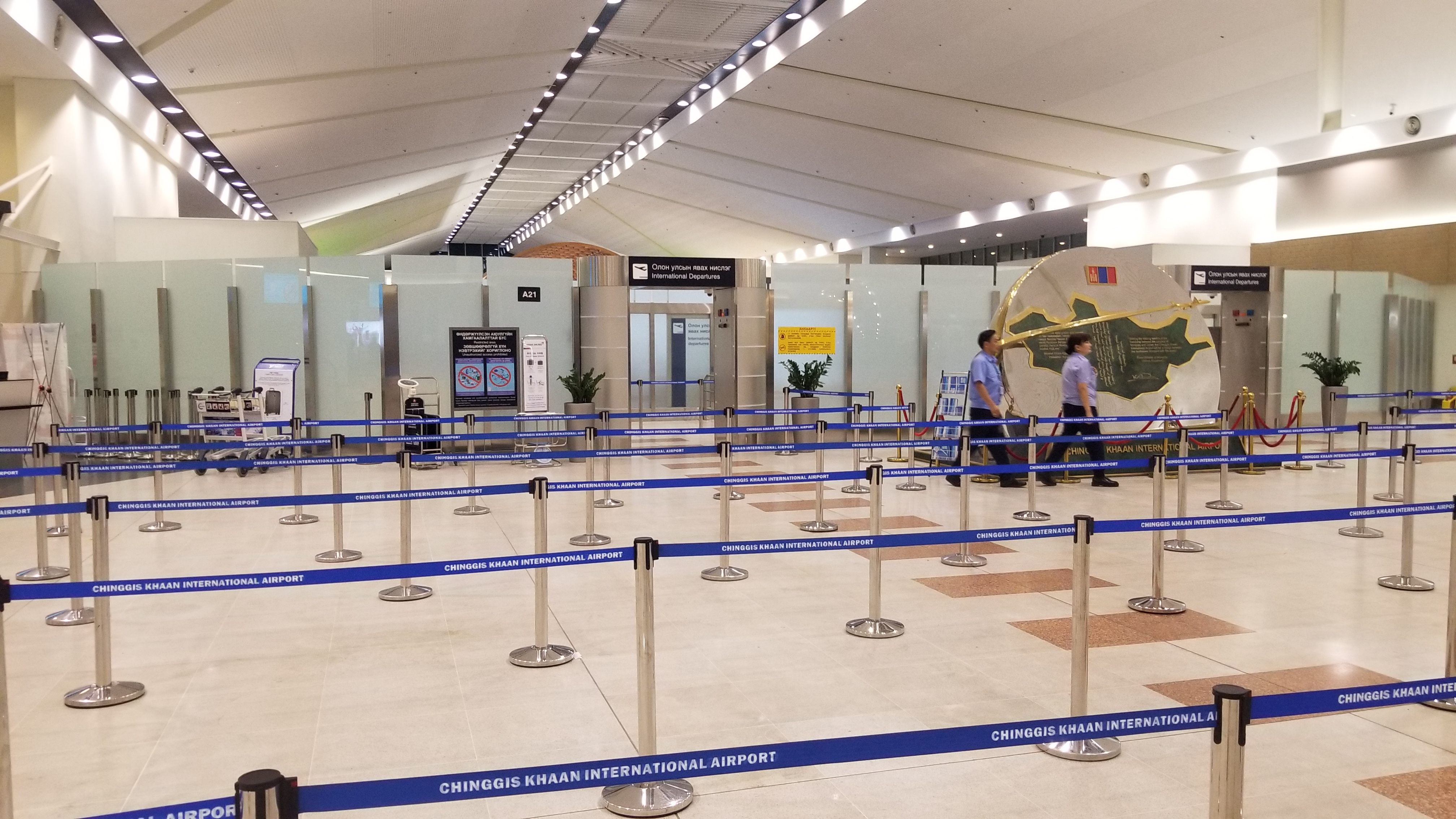
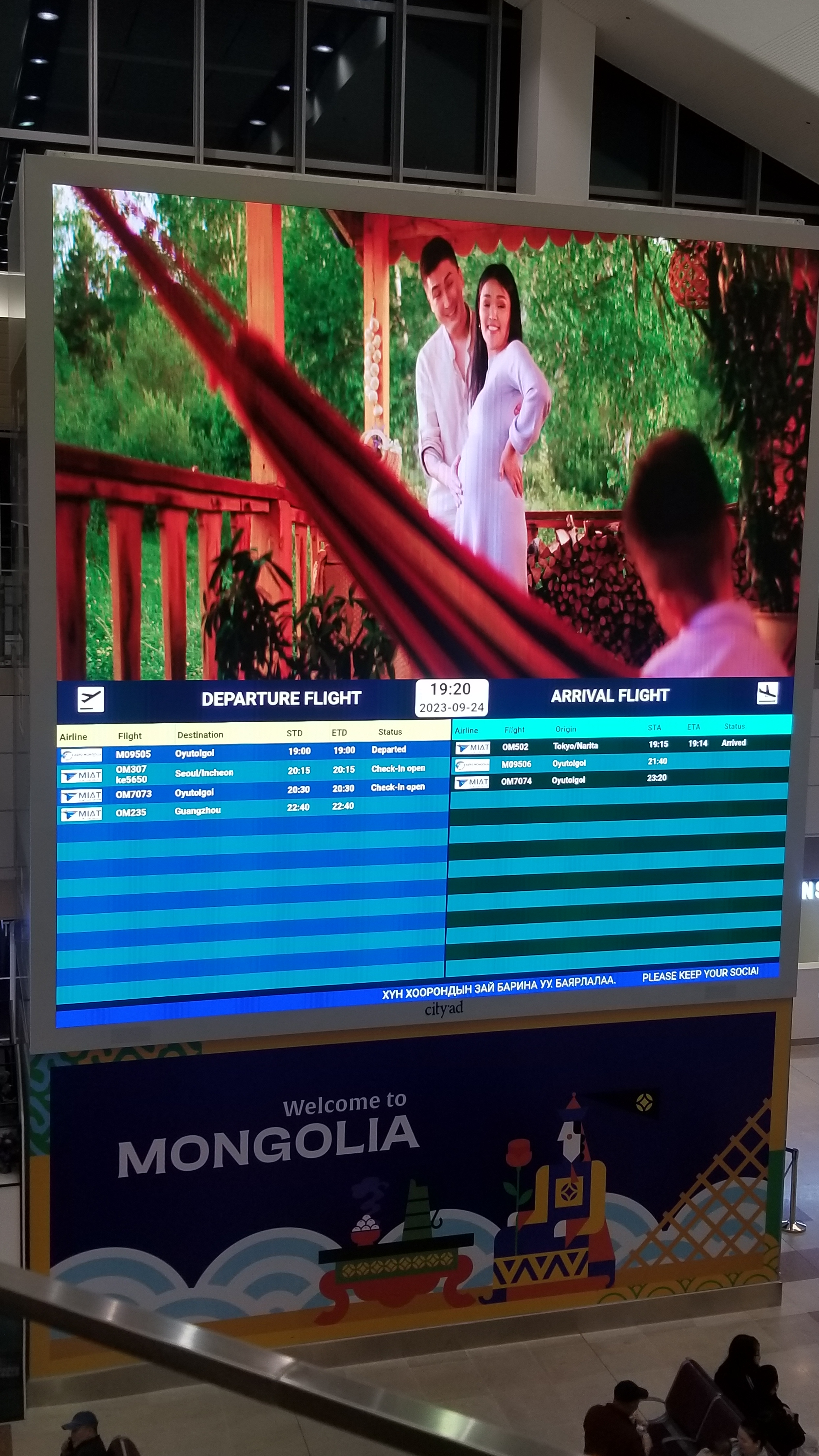
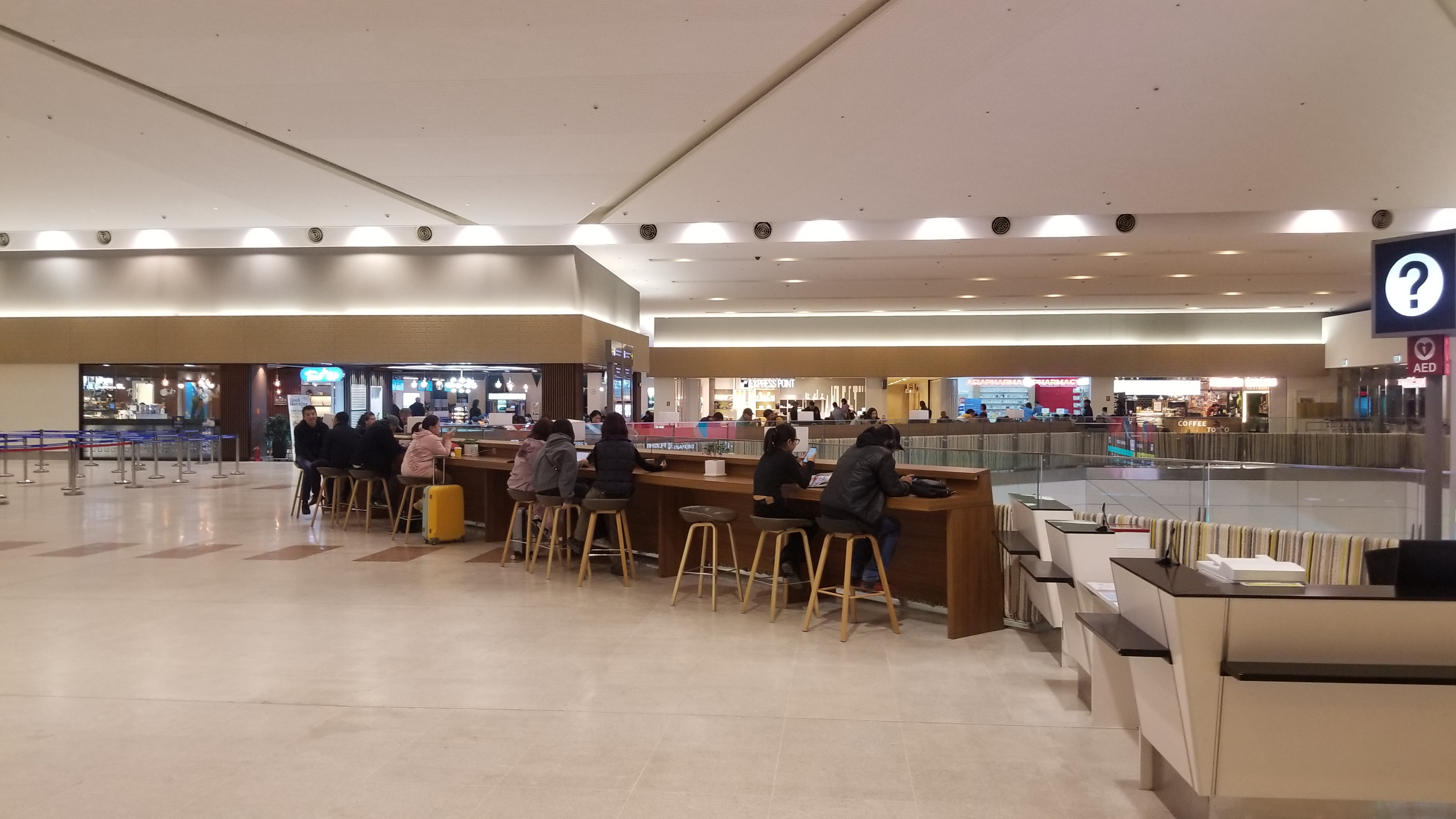
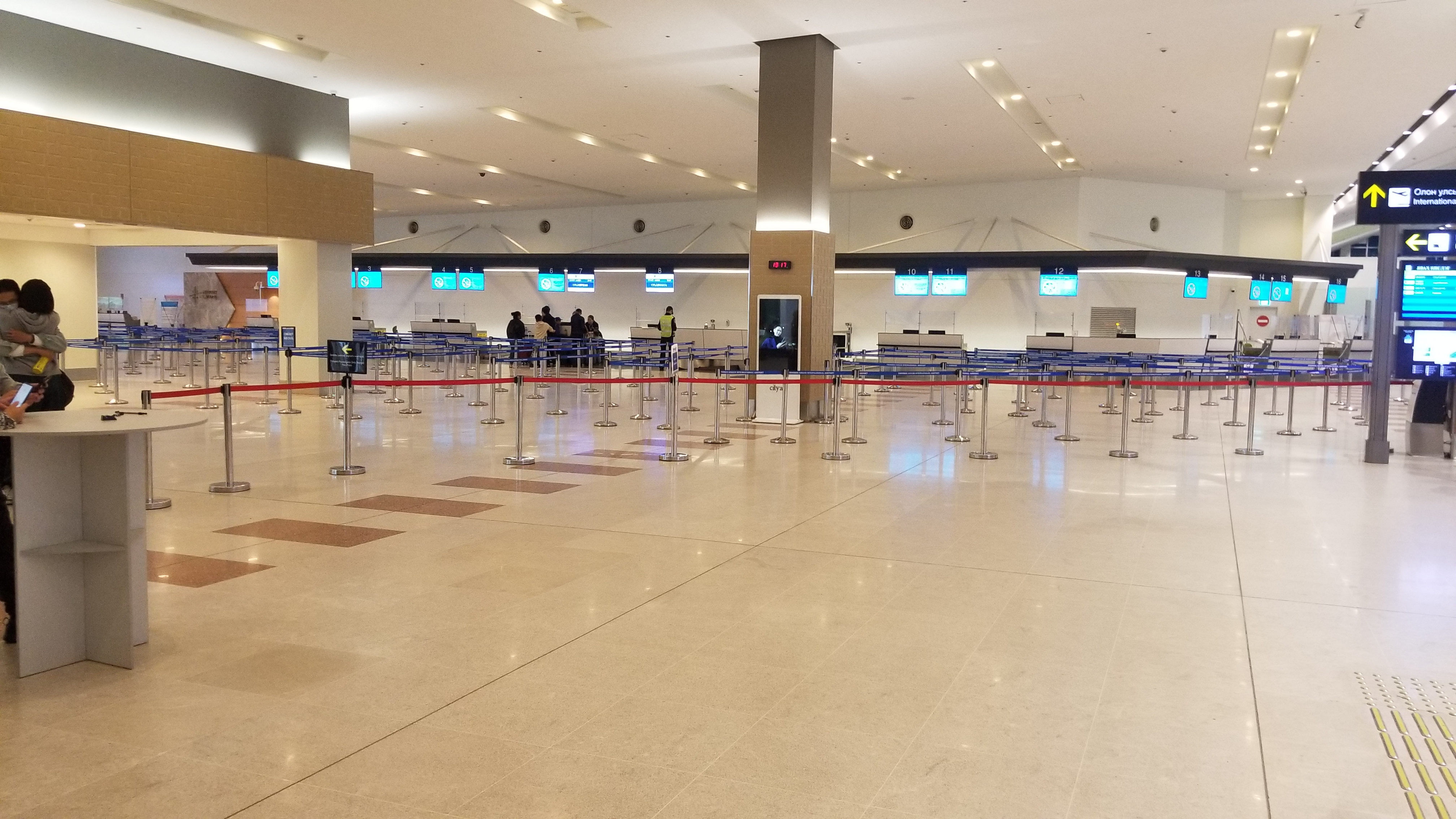
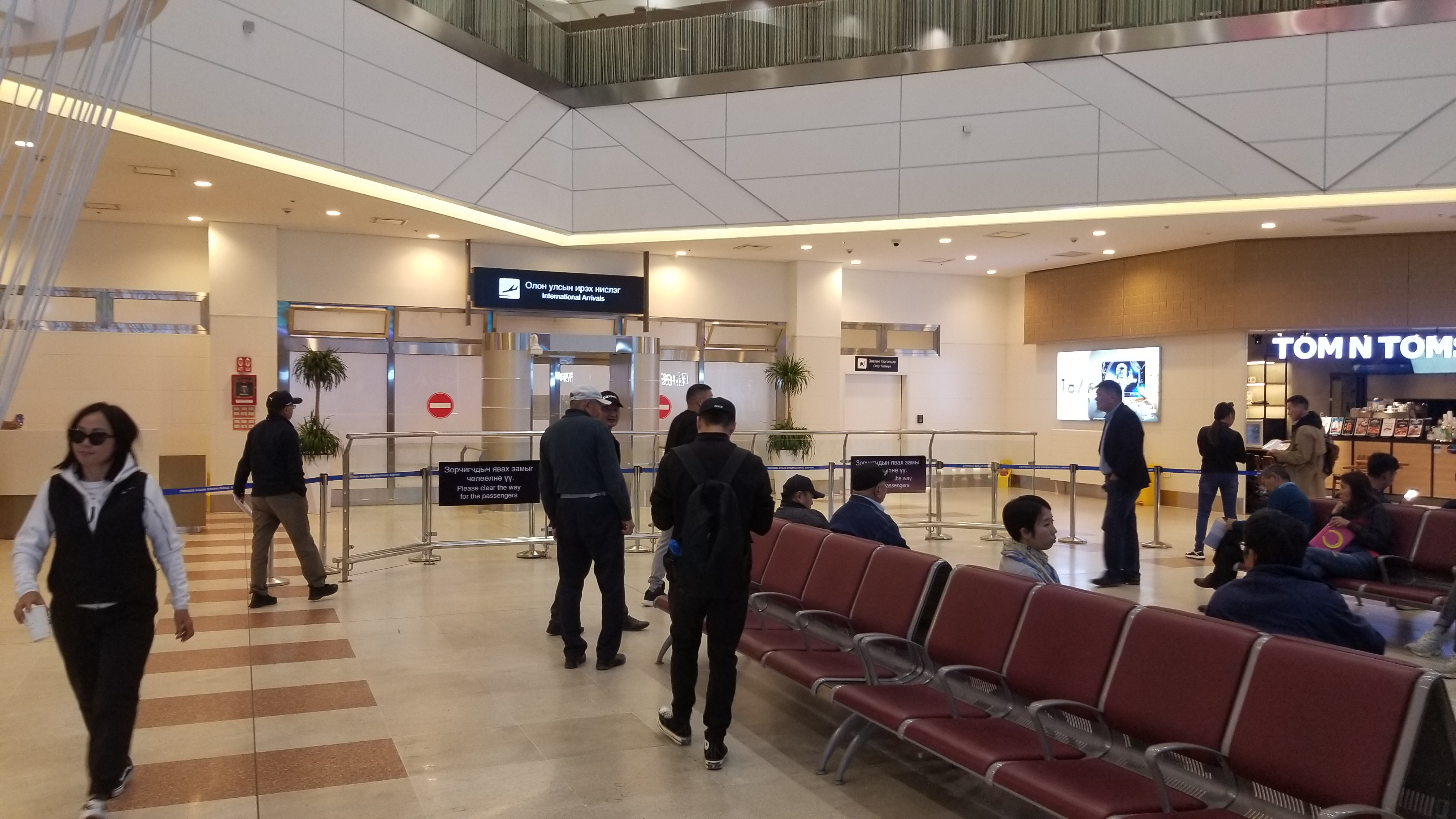
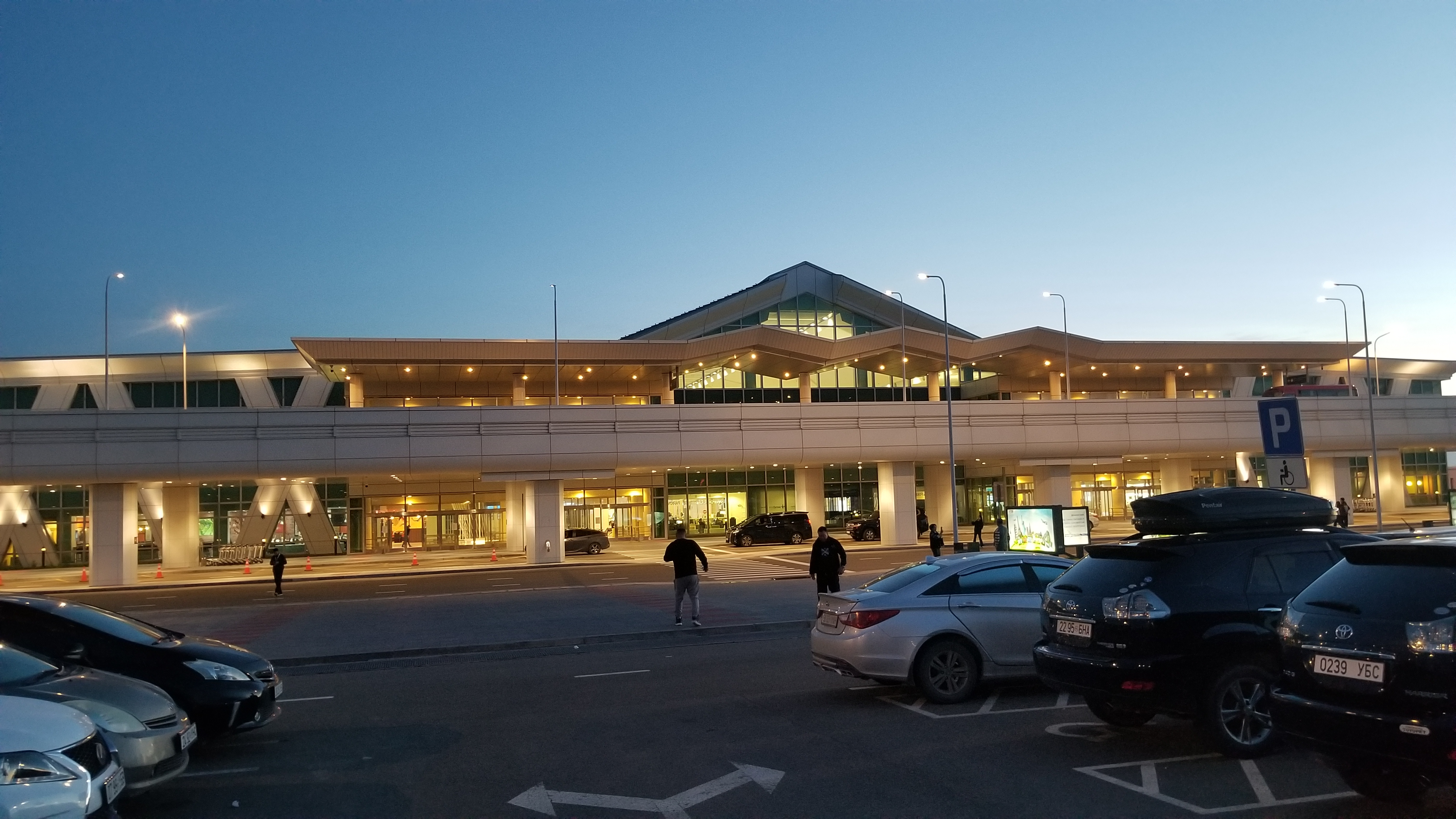

## Situation
| Altai Arvaikheer Bayankhongor Bulgan Oulan-Bator · -Gengis Khan Choibalsan Dalanzadgad Donoi Khanbumbat Khovd Mandalgovi Mörön Oulan-Bator Ovoot Tavan Tolgoi Ulaangom Ölgii |

## Compagnies et destinations
| Compagnies              | Destinations |
| ----------------------- | --- |
| Aero Mongolia           | Altay (en), Dalanzadgad (en), Irkoutsk, Khovd (en), Mörön (en), Ölgii, Ovoot (en), Khanbumbat (en), Tavan Tolgoi (en), Tianjin Binhai, Ulaangom (en) |
| Aeroflot                | Moscou Chérémétiévo (suspendu) |
| Air Busan               | Pusan-Gimhae |
| Air China               | Pékin-Capitale |
| Angara Airlines         | Irkoutsk |
| Asiana Airlines         | Séoul-Incheon |
| Hunnu Air               | Almaty, Khovd (en), Manzhouli, Khabarovsk, Ulaangom (en), Baïkal-Oulan Oude                                                                          |
| IrAero                  | En saison : Baïkal-Oulan Oude |
| Korean Air              | Séoul-Incheon |
| Mahan Air               | Téhéran-Imam-Khomeini |
| MIAT Mongolian Airlines | Pékin-Capitale, Pusan-Gimhae, Francfort, Hong Kong, Moscou Chérémétiévo, Séoul-Incheon, Tokyo-Narita En saison : Bangkok-Suvarnabhumi                |
| SCAT Airlines           | Noursoultan |
| Turkish Airlines        | Istanbul |

Édité le 27/05/2022